# Michael Hjälm
Peter Michael Hjälm, född 23 mars 1963 i Stockholm, svensk före detta ishockeyspelare. Värvades till Rögle BK 1991, från Modo där han spelade större delen av 1980-talet, förutom en kort sejour i Björklöven. Idag jobbar han som brandman i Ängelholm.
Växte upp i Visättra i Huddinge kommun, och började spela ishockey i dåvarande Flemingsbergs IF. Familjen flyttade sedan till Bjästa utanför Örnsköldsvik, där han kom att spela i KB 65 innan han sedan hamnade i MoDo. Mikael har en yngre bror Håkan och en yngre syster Monica.
Hjälm draftades av Philadelphia Flyers i runda 4 (totalt spelare 77) 1982, före namn som Ron Hextall, Tony Granato och Doug Gilmour.